# Aenigmaticum elongatum
Aenigmaticum elongatum är en skalbaggsart som först beskrevs av Leconte 1878.  Aenigmaticum elongatum ingår i släktet Aenigmaticum och familjen punktbaggar. Inga underarter finns listade i Catalogue of Life.